# エライジャ・クレイグ

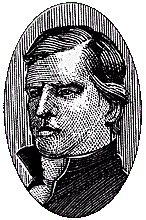
エライジャ・クレイグ
(18世紀末期から19世紀初期の木版画)

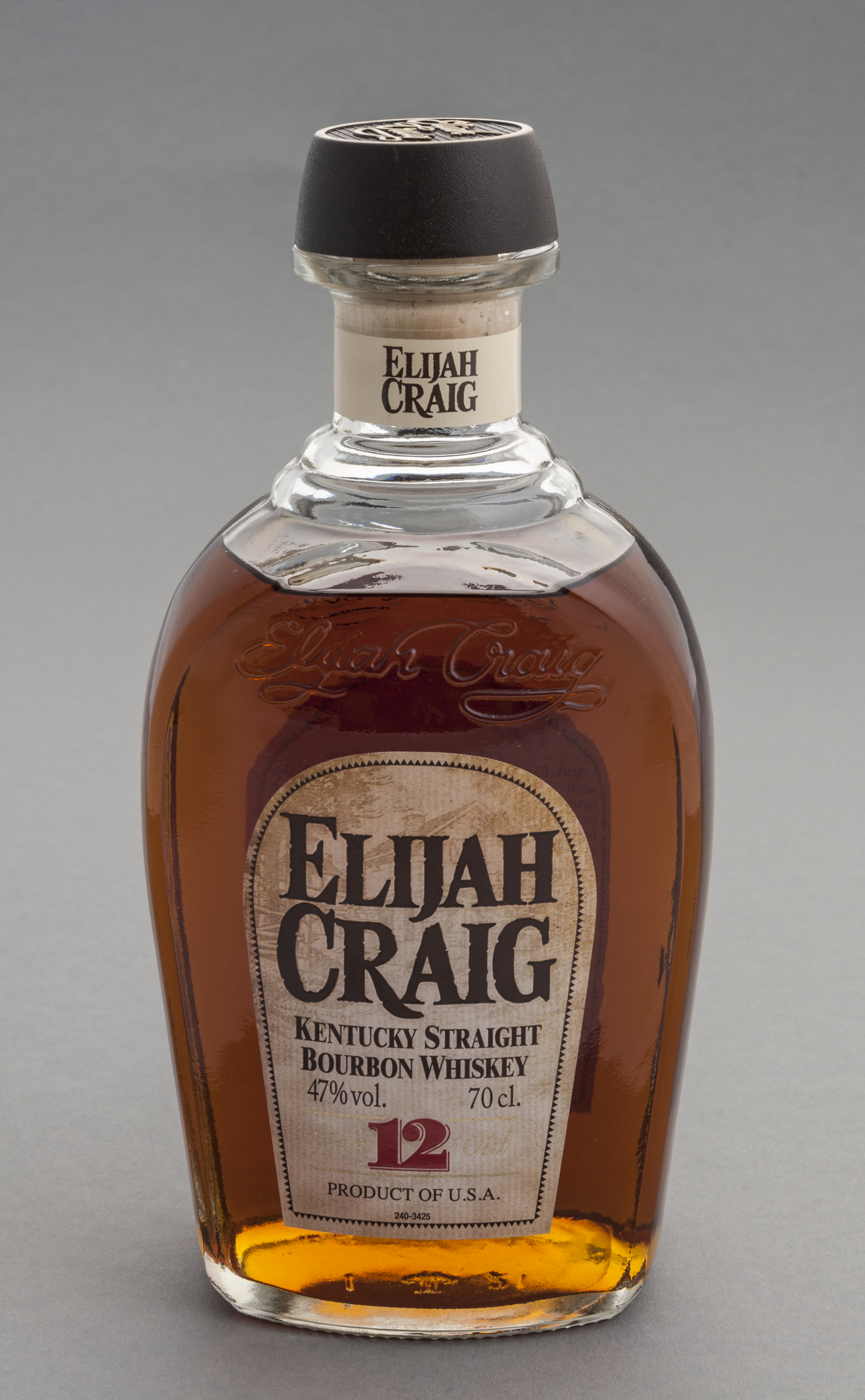
エライジャ・クレイグ 12年
彼の名は現在ヘヴン・ヒル社が販売するケンタッキーのストレートバーボンウイスキーのブランドとして使用されている。

エライジャ・クレイグ（Elijah Craig, 1738年 - 1808年5月18日）は、アメリカ合衆国のバプテスト派の牧師。バーボン・ウイスキーを最初に製造したと伝えられており、「バーボンの父」として知られている。ケンタッキー州ジョージタウンの創設者としても有名である。

## 経歴
1738年、クレイグはアメリカ合衆国のバージニア州オレンジ郡で生まれた。クレイグは1771年にバプテスト教会の牧師に叙任されたが、教会での説教により風紀を乱す恐れがあるとして、サウスカロライナ州に短期間収監された。その後クレイグはケンタッキー州バーボン郡へ移り、1777年にブルー・ラン教会の牧師となった。
1785年、クレイグはケンタッキー州フランクフォートへ移住し、地元の名士として名を馳せた。1789年、クレイグはケンタッキー州初の縮充工場と製紙工場を建設した。また、副業としてウィスキーの製造にも手を付け、1789年には同州ジョージタウンにウイスキーの蒸留所を建設した。同年6月14日、クレイグははこの蒸留所で、焦がしたオーク樽を用い、トウモロコシを原料とするバーボン・ウイスキーを初めて完成させたと伝えられている。
クレイグは蒸留したウイスキーを内側の焼けた樽に入れたまま放置してしまい、数年後に開けてみると赤みがかった芳醇な液体が現れたと伝えられており、これがバーボン・ウイスキーの原型になったといわれている。
1808年、クレイグはケンタッキー州ジョージタウンで死去した。